# Suboficial auxiliar

Jineta de suboficial auxiliar de la Fuerza Aérea Argentina

Suboficial auxiliar (SX) es un rango militar utilizado al menos en la Fuerza Aérea Argentina.
Es el cuarto rango de la jerarquía de suboficiales de la Fuerza Aérea Argentina, siendo el inmediato superior al de cabo principal y al inmediato inferior al de suboficial ayudante. Del mismo modo, es el primer rango de la categoría de suboficiales superiores.
Equivale al grado de sargento primero en el Ejército Argentino y al de suboficial segundo en la Armada Argentina.